# Paris Cullins

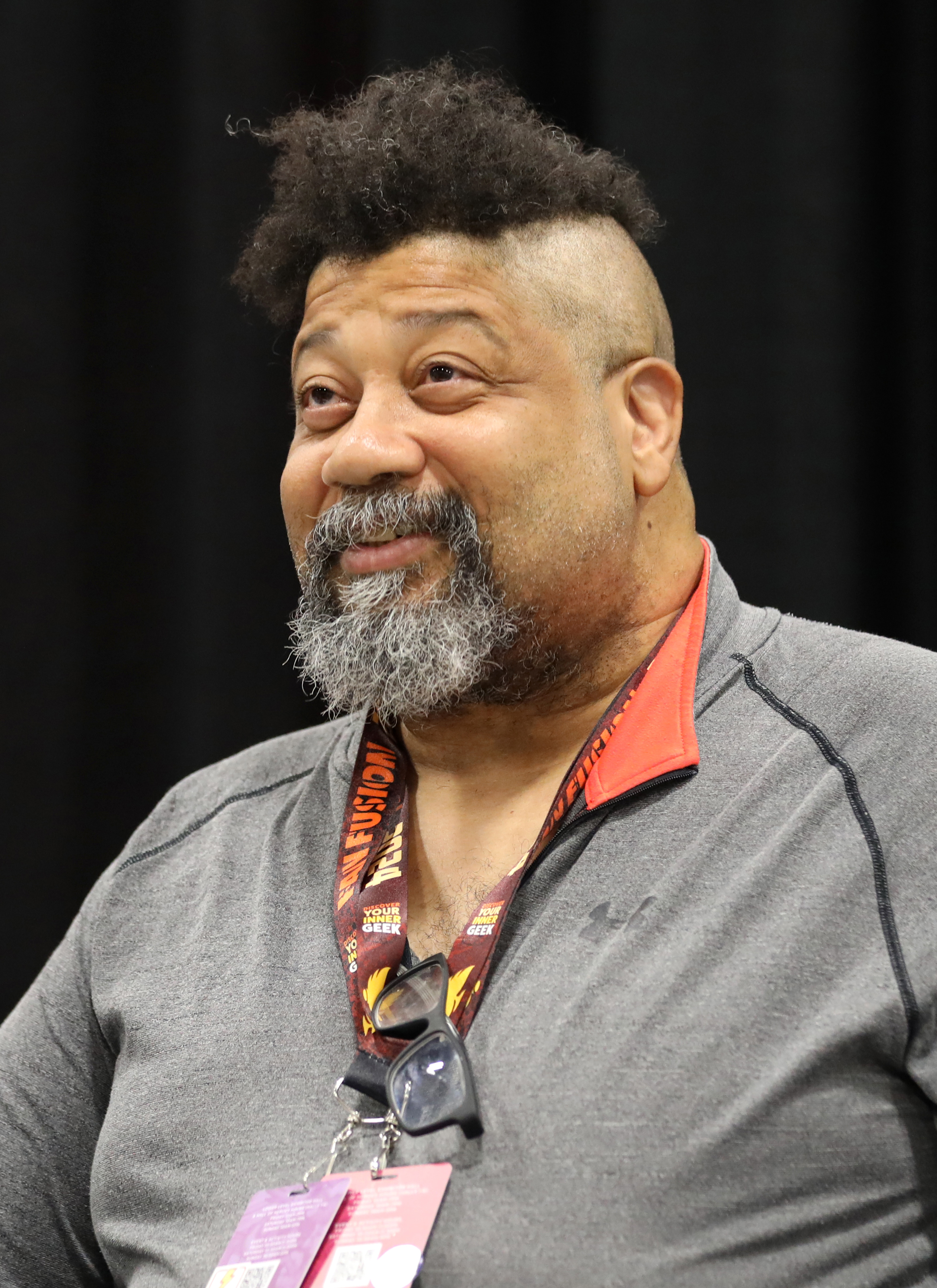
Paris Cullins (2024)

Paris Cullins (* 26. Oktober 1960 in Philadelphia, Pennsylvania) ist ein US-amerikanischer Comiczeichner.

## Leben
Cullins, der aus einer afroamerikanischen Familie stammt, begann in den 1980er Jahren, als hauptberuflicher Comiczeichner zu arbeiten. Seine erste veröffentlichte Arbeit – eine sechsseitige Geschichte namens Mystic Murder – erschien im November 1981 in dem Comicheft Secrets of Haunted House #42. Autor dieser Story war der Schreiber Steve Skeates. In der Folge erhielt Cullins vor allem Zeichenaufträge für Mystery-Comicserien, die Geschichten brachten, die sich um „übernatürliche“ Themen drehten, so für House of Mystery, Ghosts, The Unexpected und Weird War Tales.
Ab 1982 begann Cullins verstärkt, auch Superhelden- und Science-Fiction-Comics zu gestalten: Sein Debüt in diesem Bereich markierte dabei eine Geschichte der Reihe Tales of the Green Lantern Corps, die als Backup-Feature in der Serie Green Lantern erschien. Cullins Geschichte erschien dabei in Ausgabe #154 vom Juli 1982. Im Anschluss illustrierte er zahlreiche Cover für Serien wie Green Lantern, Batman, Wonder Woman, Superman und Action Comics, sowie Hefte für Serien wie Amethyst, Princess of Gemworld oder Fury of Firestorm.
Gemeinsam mit den Autoren Gary Cohn und Dan Mishkin schuf Cullins 1983 die Figur des Blue Devil, die ab 1984 in den Mittelpunkt einer eigenen Serie gestellt wurde, die 31 Ausgaben erreichte und bis 1986 erschien. Cullins besorgte dabei einen erheblichen Teil der anfallenden Zeichnerarbeit für Blue Devil (Ausgaben 1 bis 6 komplett, für die übrigen Ausgaben die Cover). Die Serie war vor allem bemerkenswert wegen ihrer seltenen Mischung von Superhelden-Themen mit Comedy-Elementen.
Hinzu kamen zur selben Zeit diverse Arbeiten als Gastzeichner, so für die Hefte Gerechtigkeitsliga #212 (1983), The Darin New Adventures of Supergirl #7. Parallel dazu gestaltete Cullins einige Ausgaben der heiteren Comicserien Richie Rich und Hot Stuff, die im Programm des Archie Verlages erschienen.

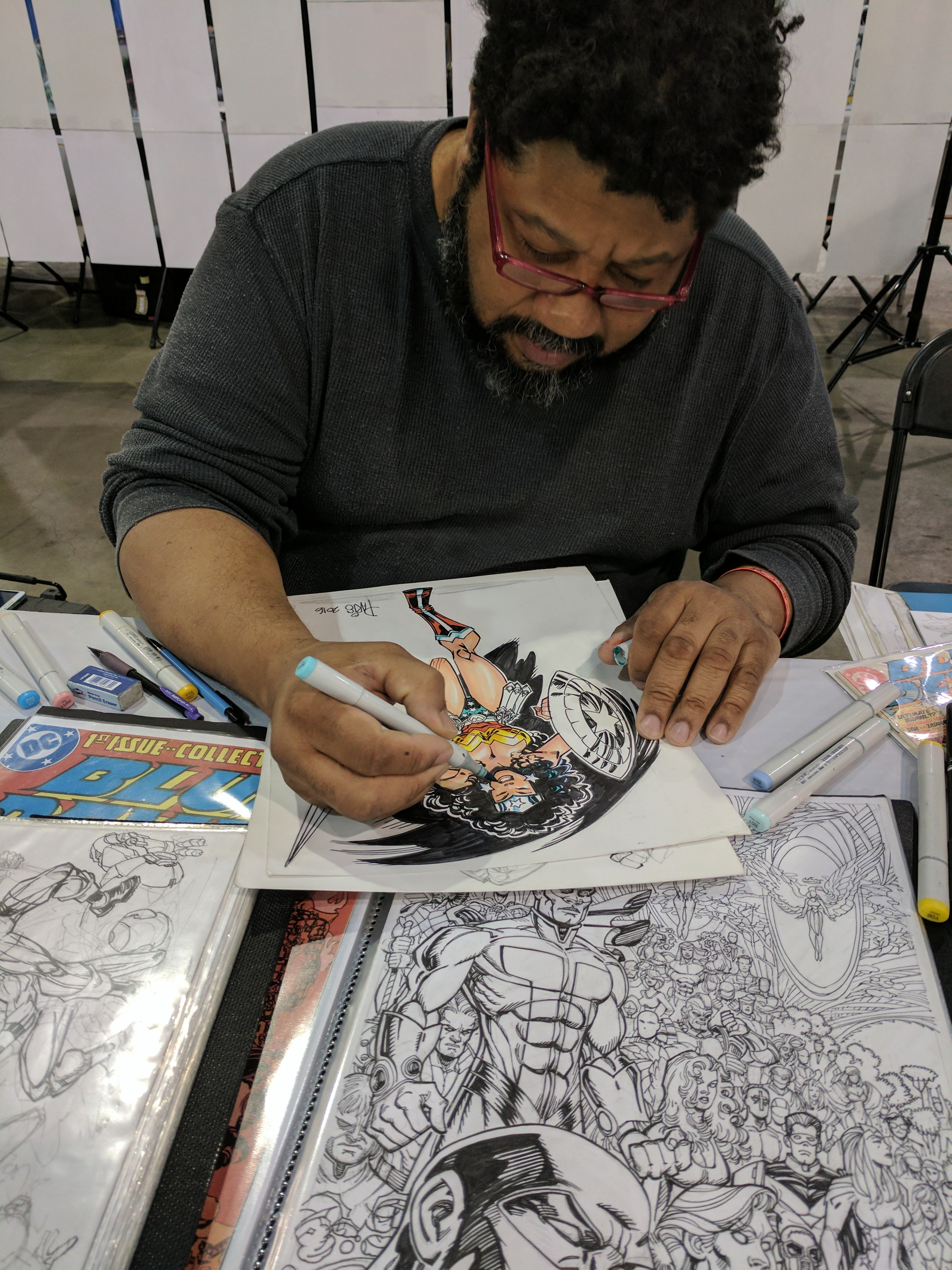
Cullins beim Kolorieren einer Zeichnung von Wonder Woman (2017)

In den späteren 1980er Jahren zeichnete er eine von J.M. DeMatteis verfasste Miniserie über die Forever People sowie die – ebenfalls humoristisch gefärbte – Superhelden- und Abenteuerserie Blue Beetle. Für Blue Beetle visualisierte Cullins die Ausgaben #1-9, 11-14 und 17-18 (Juni 1986 bis November 1987). Sein Partner an diesem Projekt war Autor Len Wein. In den frühen 1990er Jahren unterstützte er schließlich den Autoren Mark Evanier beim Versuch, die von Jack Kirby entwickelte Serie um die New Gods wiederzubeleben: Er zeichnete die Ausgaben #1-9, 11-12 und 15-18 der neugestarten gleichnamigen Serie.
In den 1990er Jahren übernahm Cullins neben seiner Arbeit bei DC auch gelegentlich Engagements für DCs Konkurrenten Marvel Comics sowie für kleinere Verlage wie Acclaim Comics, Massive Comics Group, Penthouse Comics, und Crusade Comics. Die bekannteste Arbeit dieser Phase sind neun Ausgaben der Serie Hyperkind die bei Marvels Imprint Razorline erschienen. Weitere Arbeiten für Marvel waren die Hefte Silver Surfer Annual #1 (1988) und X-Factor Annual #3 (1988). Als Zeichner von „Erwachsenencomics“ lieferte Cullins vor allem Comicstrips und Illustrationen für Magazine „erotischen Inhaltes“ ab.
Abseits der Comicbranche hat Cullins als Graphikdesigner und Zeichner von Titelblättern für Bücher und von Werbematerialien, als Designer von Spielzeugprodukten für Mattel, für Malbücher zu Marken wie Barbie sowie als Storyboard-Artist für Videospiele und Fernsehwerbespots agiert. In jüngerer Vergangenheit ist er zudem als Verleger in Erscheinung getreten.